# Stargate Origins
Stargate Origins ist eine US-amerikanische Science-Fiction-Webserie, die im Stargate-Universum spielt und vom 15. Februar bis 8. März 2018 auf dem von MGM betriebenen Streaming-Dienst Stargate Command ausgestrahlt wurde. Sie umfasst 10 Folgen von je 10 Minuten Länge und ist ein Prequel zum Kinofilm Stargate von 1994 und der darauf basierenden drei Fernsehserien Stargate – Kommando SG-1, Stargate Atlantis und Stargate Universe. Am 19. Juni 2018 erschien ein 104 Minuten langer Zusammenschnitt aller Episoden mit dem Titel Stargate Origins: Catherine, der neben überarbeiteten visuellen Effekten und verbessertem Ton auch eine neue Titelsequenz bietet.
Produziert wurde die Serie von MGM und New Form. Regie führte bei allen Folgen Mercedes Bryce Morgan, die auch als ausführende Produzentin fungierte.

## Handlung
Die Serie spielt 1938 in Ägypten, wo der Archäologe Paul Langford, der 10 Jahre zuvor das Stargate ausgegraben hat, seine bisher erfolglosen Forschungen darüber abbrechen muss, weil die Forschungsgelder ausgehen. Als eine Gruppe Nazis auftaucht, die das Geheimnis des Sternentors kennen, es aktivieren und Langford zwingen, es mit ihnen zu durchschreiten, folgt ihnen dessen Tochter Catherine zusammen mit zwei Begleitern, ihrem Freund, Captain James Beal und dem Ägypter Wasif, um ihren Vater zu retten. Das Tor führt sie auf einen von Goa’uld beherrschten Wüstenplaneten. In der Folge versucht der Anführer der Nazis, der auch Mitglied der (fiktiven) Vril-Gesellschaft ist, ein Bündnis mit den Goa’uld zu schmieden und so Sklaven gegen das wertvolle Erz Naquadah zu tauschen. Letztlich kann die Gruppe um Paul Langford dies verhindern, doch nur er und seine Tochter kehren – mit gelöschtem Gedächtnis – durch das Tor zurück.

## Produktion
Die Serie wurde erstmals im Juli 2017 im Rahmen der Comic Con in San Diego angekündigt, wo ein erster Teaser präsentiert wurde. Sie sollte anlässlich des 20-jährigen Jubiläums des Stargate-Franchises zeigen, wie die Geschichte begann und gleichzeitig MGMs neuen Streamingservice Stargate Command vorstellen.
Die Hauptrolle Catherine Langford wurde mit der australischen Schauspielerin Ellie Gall besetzt. Ihren Vater Paul Langford spielt Connor Trinneer, der bereits in Stargate Atlantis die wiederkehrende Rolle des Wraith Michael Kenmore innehatte.